# Wolfhelm

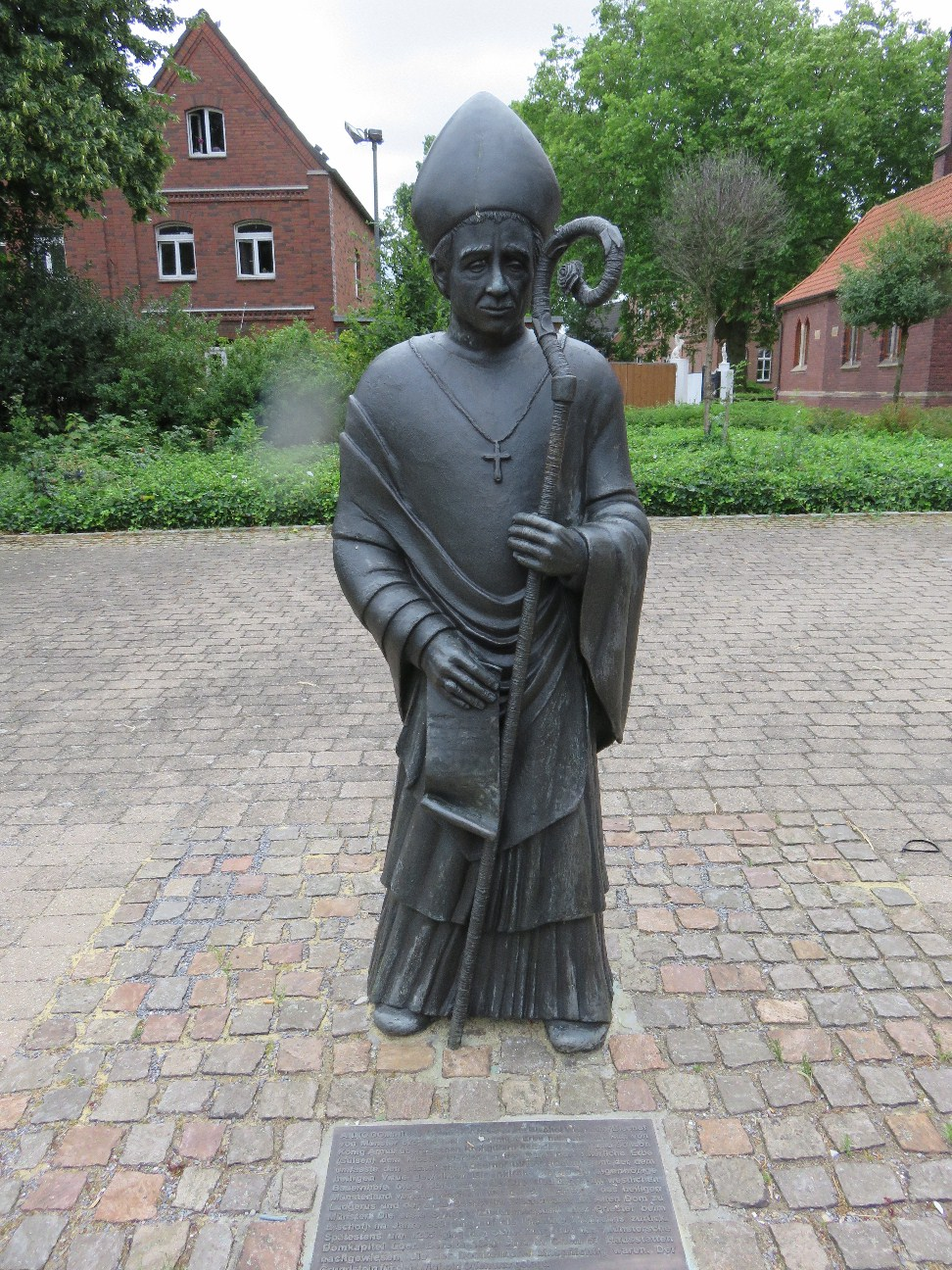
Bronzefigur von Bischof Wolfhelm vor der Vituskirche in Olfen.

Wolfhelm († 7. Juli um 898/899) war von vor 882 bis zu seinem Tod der sechste Bischof von Münster.

## Leben
Seine Herkunft ist nicht eindeutig. Er wird teilweise der Familie der Ottonen zugeschrieben. Wilhelm Kohl nimmt jedoch an, dass er zum Umfeld des Esikonen gehörte. Er hatte Erbbesitz in Olfen.
Bekannt ist, dass ein ostfränkischer König ihn zum Bischof ernannt hat. Darüber berichtet eine legendenhaft ausgeschmückte Chronik. Zu vermuten ist, dass es sich dabei um Ludwig den Jüngeren handelte. Dieser war mit den Esikonen verschwägert. Die Ernennung muss dann vor dem Tod des Königs im Januar  882 erfolgt sein.
Seine Zeit war geprägt von den Normanneneinfällen. Der friesische Teil der Diözese war sogar von Normannen besetzt. Erstmals als Bischof erwähnt wurde Wolfhelm auf einer Provinzialsynode in Köln 887. Innerhalb der Diözese kam es zu Streitigkeiten adeliger Familien. Es verschlechterten sich auch die Beziehungen des Bischofs zum Domkapitel. Dabei spielte sein Eigenbesitz Olfen eine wichtige Rolle. In diesem Zusammenhang schickte der König Wolfhelm nach Rom zum Papst.
Er kehrte mit wertvollen Reliquien zurück. Eine Legende berichtet, dass die Heiligtümer auf dem Rückweg des Bischofs die Zerstörung der Stadt Worms durch Brand verhindert hätten. In Aachen übergab der Bischof die Reliquien dem König. Einige von ihnen durfte er behalten. Der Bischof ließ in Münster neben dem Dom die Clemenskapelle als bischöfliches Oratorium und Grablege erbauen. Dies deutet auf eine stärkere Trennung vom Domkapitel hin. An der Synode in Mainz 887 hat Wolfhelm wohl nicht teilgenommen.
Auf Grund einer schweren Krankheit 888/889 übertrug er mit Zustimmung seiner Brüder sein Gut Olfen mit dreißig Hufen im Fall seines Todes der Münsteraner Kirche. Für den Fall seiner Genesung behielt er sich eine Änderung der Entscheidung vor. Zeugen in der Vituskirche in Olfen war eine Reihe von Grafen. Tatsächlich hat Wolfhelm nach seiner Genesung das Gut dem Kloster Werden übertragen. Von König Arnulf von Kärnten erhielt er dazu 889 in Frankfurt die Erlaubnis. Auch der münstersche Klerus stimmte dem zu. In späterer Zeit ist Olfen auf unbekanntem Weg doch in den Besitz des münsterschen Domkapitels gekommen. Für ein angenommenes königliches Immunitätsprivileg für die Diözese gibt es kein Beleg.
Insbesondere in den letzten Jahren war der Bischof vor allem mit auswärtigem Angelegenheiten beschäftigt. Im Jahr 890 nahm er an der Synode in Forchheim teil. Er war unter anderem Zeuge als die Provence an Bosos Sohn Ludwig übergeben wurde. Im Streit Bischof Egilmars von Osnabrück um königliche Privilegien zu Gunsten des Klosters Corvey und des Stifts Herford gehörte er zu den Richtern, überließ die Entscheidung wie Arnulf selbst den Liudolfingern. Im Streit zwischen Erzbischof Hermann von Köln mit Papst Stephan um die Abtrennung des Bistums Bremen von der Kölner Kirchenprovinz wurde Wolfhelm mit anderen zu Köln gehörenden Bischöfen nach Rom gerufen. Bevor dies geschehen konnte, war der Papst verstorben. Auch in der Folge betonte Wolfhelm die Zugehörigkeit Bremens zu Köln. Ob er 895 auf der Synode von Trebur anwesend war, ist unsicher. Nur eine von drei überkommenen Teilnehmerlisten nennt ihn.
Auch sein genaues Todesdatum ist nicht bekannt, ergibt sich jedoch aus einer Erwähnung im Merseburger Necrolog. Dabei steht nur sein Todestag fest. Da sein Nachfolger wahrscheinlich 898/899 eingesetzt worden war, deutet dies auf das Todesjahr hin. Er dürfte in der Clemenskapelle beigesetzt worden sein.